# Parque nacional Península de Bruce
El Parque Nacional Bruce Peninsula o Península de Bruce es un parque nacional situado en la península de Bruce, en Ontario, Canadá, en la escarpa de Niágara. El parque comprende 154 km² y se creó en 1987. La ciudad más cercana es Tobermory, Ontario. 
Es una de las mayores áreas protegidas en el sur de Ontario, y forman el núcleo de la Reserva Mundial de la Biosfera Escarpa de Niágara de la UNESCO. El parque ofrece oportunidades para la práctica de senderismo, acampada, observación de aves y muchas otras actividades al aire libre. El parque tiene muchos senderos que varían en dificultad desde fácil a experto, y se conecta al Bruce Trail o sendero Bruce.
El parque nacional Península de Bruce también ofrece a los visitantes vistas de la salida y la puesta de sol, las rocas de la escarpa de Niágara y la vida silvestre, que incluye osos negros, muchas especies de aves, orquídeas silvestres, la serpiente de cascabel massassauga, y mucho más.